# Silver Apples (album)
| Recensione          | Giudizio        |
| ------------------- | --------------- |
| AllMusic            | [ 1 ]           |
| Sputnikmusic        | 4.0 (Excellent) |
| Piero Scaruffi      | [ 3 ]           |
| Ondarock            | Pietra miliare  |
| Debaser             | [ 5 ]           |
| Storia della musica | [ 6 ]           |

Silver Apples fu l'album discografico di debutto del gruppo musicale statunitense Silver Apples, pubblicato dall'etichetta discografica Kapp Records nel giugno del 1968.

## Tracce

### LP
Lato A
1. Oscillations – 2:47 (Stanley Warren, Dan Taylor, Simeon Coxe)
2. Seagreen Serenades – 2:53 (Stanley Warren, Dan Taylor, Simeon Coxe)
3. Lovefingers – 4:10 (Stanley Warren, Dan Taylor, Simeon Coxe)
4. Program – 4:05 (Stanley Warren, Dan Taylor, Simeon Coxe)
5. Velvet Cave – 3:28 (Stanley Warren, Dan Taylor, Simeon Coxe)

Lato B
1. Whirly-Bird – 2:39 (Stanley Warren, Dan Taylor, Simeon Coxe)
2. Dust – 3:42 (Stanley Warren, Dan Taylor, Simeon Coxe)
3. Dancing Gods – 5:55 (Tradizionale (Navajo Indian Ceremonial))
4. Misty Mountain – 2:38 (Eileen Lewellen, Dan Taylor, Simeon Coxe)

## Formazione
- Dan Taylor - percussioni, voce
- Simeon (Simeon Coxe) - sintetizzatore, voce

Note aggiuntive
- The Magic Theatre Partnership - produzione
- Barry Ryant - produttore esecutivo
- Don Van Gorden - ingegnere delle registrazioni
- Anonymous Arts - artwork
- Virginia Dwan - fotografia
- John Walsh - liaison
- Dan Taylor e Simeon - composizioni ed arrangiamento[8]

## Classifica
| Anno | Classifica    | Posizione raggiunta |
| ---- | ------------- | ------------------- |
| 1968 | Billboard 200 | 193                 |